# Jbel Toubkal
Jbel Toubkal (eller Jebel Toubkal, Djebel Toubkal) er den højeste top i Atlasbjergene.
Bjerget, som er 4.167 meter højt, ligger i det sydvestlige Marokko. Jbel Toubkal er landets højeste bjerg, og også det højeste bjerg i Nordafrika og populært blandt bjergbestigere.
Bjerget er hjemsted for Toubkal Nationalpark, og floden Sous har sit udspring på bjerget.